# ريتشي إدواردز (لاعب كرة سلة)
ريتشي إدواردز (30 يونيو 1990 في الولايات المتحدة - ) (بالإنجليزية: Richie Edwards)‏ هو لاعب كرة سلة أمريكي في مركز هجوم صغير الجسم. لعب مع Christchurch Cougars ‏.

## وصلات خارجية
- ريتشي إدواردز على موقع كلية كرة السلة في سبورتس رفرنس.كوم (الإنجليزية)
- ريتشي إدواردز على موقع بروبوليرز (الإنجليزية)